# Spilosoma rhodophilides
Spilosoma rhodophilides är en fjärilsart som beskrevs av Rothschild 1910. Spilosoma rhodophilides ingår i släktet Spilosoma och familjen björnspinnare. Inga underarter finns listade i Catalogue of Life.